# Rocca Meli Lupi di Soragna
La rocca Meli Lupi di Soragna è un maniero medievale, trasformato in elegante residenza nobiliare fra il XVI e il XIX secolo, situato in piazza Bonifacio Meli Lupi 5 a Soragna, in provincia di Parma.
L'edificio appartiene tuttora ai principi Meli Lupi, che ressero il principato di Soragna fino all'abolizione del feudalesimo decretata dall'imperatore Napoleone Bonaparte nel 1805.

## Storia

### Il castello dei Pallavicino
Il primo castello difensivo della zona fu edificato molto probabilmente a Castellina nel 985 dal marchese Adalberto I, figlio di Oberto I degli Obertenghi, al quale nel 962 l'imperatore del Sacro Romano Impero Ottone I di Sassonia aveva concesso le terre comprese tra Soragna e Busseto. Proprio all'interno del maniero nel 996 Adalberto diede esecuzione al testamento del figlio Oberto III, padre di Adalberto II Pallavicino.
Nel 1077 il re d'Italia Enrico IV di Franconia investì Ugo e Folco I d'Este di parte del territorio di Soragna, che nel 1090 fu assegnata a Folco in seguito alla divisione tra i due fratelli. Negli anni successivi il marchese Oberto Pallavicino, detto Pelavicino, forse attraverso qualche permuta e concordato con l'Estense, rimase l'unico feudatario. Nel 1145 Oberto cedette tutte le corti che possedeva nel Parmense al Comune di Piacenza, che lo investì ufficialmente di quei feudi in cambio del giuramento di vassallaggio.
Nel 1186 la fortezza subì un attacco congiunto da parte dei guelfi parmigiani e cremonesi, che, durante gli scontri con piacentini e borghigiani, distrussero il maniero; i diritti sulla signoria furono tuttavia confermati ai Pallavicino, quando nel 1189 il marchese Oberto ne fu insignito dall'imperatore Federico Barbarossa.

### Il castello dei Lupi
Nel 1198 un matrimonio consentì alla famiglia Lupi di entrare in possesso del feudo e di avviare i lavori di ricostruzione del castello, detto Castrum Novum per distinguerlo dal Castrum Vetus della Castellina ancora appartenente ai Pallavicino. Ugo, Sopramonte, Rolando e Guido Lupi ereditarono i beni paterni nel 1237.
Nel 1266 il maniero fu conquistato dai guelfi parmigiani. Nel 1305 i Lupi, i Rossi e gli Scorza, banditi da Parma da Giberto III da Correggio, si spinsero a Soragna e, dopo averne conquistato il castello, vi si rifugiarono. Non appena lo seppe, Giberto strinse d'assedio la fortezza e dopo 22 giorni costrinse alla resa gli occupanti, che si allearono col marchese di Ferrara Azzo VIII d'Este e si rifugiarono a San Secondo, da cui iniziarono una serie di scorrerie nel Parmense. Nel 1311 fu raggiunta la pace e probabilmente i Lupi ebbero la possibilità di rientrare nel castello di Soragna; otto anni dopo il marchese Manfredino Pallavicino fece inutilmente istanza per ritornare in possesso del maniero, occupato dal marchese Bonifacio Lupi.
Nel 1345, dopo la vendita di Parma al marchese di Ferrara Obizzo III d'Este da parte dei da Correggio, le truppe di Luchino Visconti si spinsero nel Parmense e a Soragna espugnarono e distrussero la fortezza; Ugolotto e Raimondino Lupi si rivolsero all'imperatore Carlo IV di Lussemburgo, che nel 1347 li investì del feudo di Soragna, elevato al rango di marchesato imperiale, e delle terre di Castione.
Nel 1385 il duca di Milano Gian Galeazzo Visconti concesse a Bonifacio e Antonio Lupi il diritto di riedificare il castello; i lavori di costruzione del maniero terminarono intorno al 1392. Nel 1395, tuttavia, Niccolò Pallavicino fu insignito del feudo di Soragna da parte dell'imperatore Venceslao di Lussemburgo, senza riuscire a entrarne in possesso; nel 1427 tentò invano di rivendicarne la proprietà anche il figlio Rolando il Magnifico.

### Il castello dei Meli Lupi
Nel 1513 il marchese Diofebo Lupi, privo di figli, designò come erede il giovanissimo pronipote Giampaolo I Meli, nipote di sua sorella Caterina; l'anno seguente, dopo la sua morte, il nipote Giambattista Meli prese possesso di Soragna per conto del figlio. Il papa Leone X, nella sua veste di signore di Parma, fece conquistare il castello e il feudo per nominarne vicario il fratello Giuliano de' Medici, duca di Nemours, che ne fu investito dal nipote Francesco I di Francia nel 1515. Alla morte di Giuliano l'anno seguente, Giambattista ne approfittò per impossessarsi nuovamente del maniero, ma Filiberta di Savoia, vedova del Duca, ottenne dal Papa un immediato soccorso nel cacciare l'occupante; il Marchese ricorse al Re di Francia e nel 1518 raggiunse un accordo con la Duchessa, che gli restituì il feudo in cambio di una grossa somma di denaro.
Nel 1522 il cugino Bonifacio Aldighieri, accampando diritti sul marchesato, si impossessò del castello; dopo qualche tempo i Meli riuscirono, col favore del Re di Francia, a cacciarlo dal maniero, ma ne sorse una lunga lite giudiziaria che coinvolse l'imperatore Carlo V d'Asburgo e i papi Adriano VI prima e Clemente VII poi; l'Imperatore investì del feudo inizialmente Giampaolo Meli, che nel 1530 aggiunse al proprio il cognome del prozio dando origine alla dinastia Meli Lupi, e nel 1534 l'Aldighieri, che, pur non riuscendo a prenderne possesso, ne ottenne conferma anche dal papa Paolo III nel 1539. Nel 1542 Ferrante I Gonzaga acquistò i diritti di Bonifacio Aldighieri, ma il nuovo duca di Parma Pier Luigi Farnese prese le difese di Giampaolo Meli, contrastando la compravendita feudale.
Nel 1551 il castello, all'epoca caratterizzato dai forti connotati difensivi, fu assaltato durante la guerra di Parma, ma resistette agli attacchi; fu in seguito ulteriormente rinforzato, ma non subì più aggressioni rilevanti. Per questo nel XVI e soprattutto nel XVII secolo fu trasformato in elegante dimora nobiliare barocca.
Nel 1709 l'imperatore Giuseppe I d'Asburgo elevò il marchesato a principato del Sacro Romano Impero, con facoltà di battere moneta; i Meli Lupi arricchirono ulteriormente il castello, incaricando dei lavori gli architetti Angelo Rasori nel XVIII secolo e Antonio Tomba nel XIX.
Nel 1805 il principato di Soragna fu soppresso in seguito agli editti napoleonici, ma i Meli Lupi mantennero la proprietà della rocca, il cui ampio parco retrostante fu trasformato nel 1833 in giardino all'inglese, su progetto dell'architetto Luigi Voghera.

## Descrizione

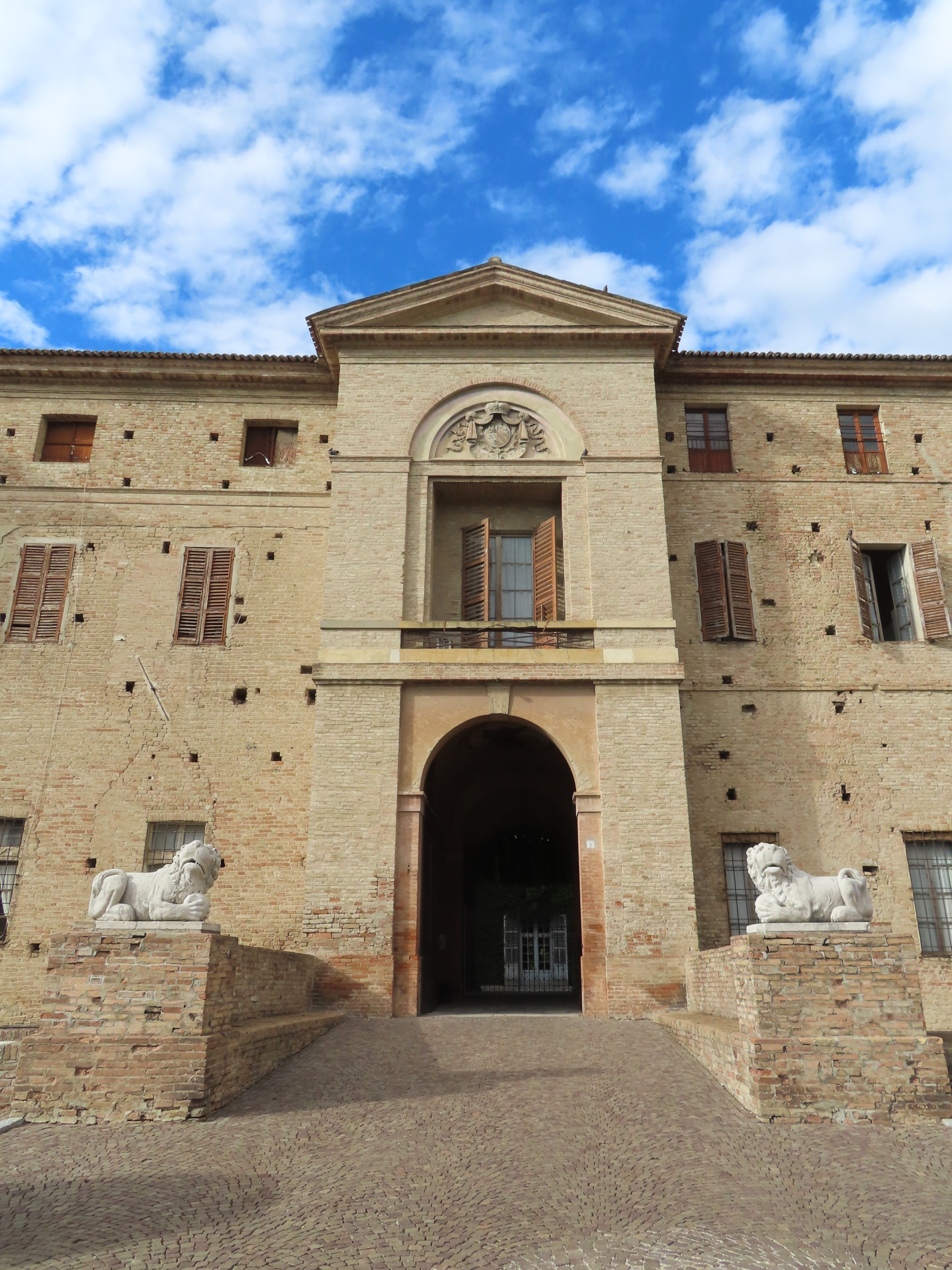
Corpo centrale della facciata

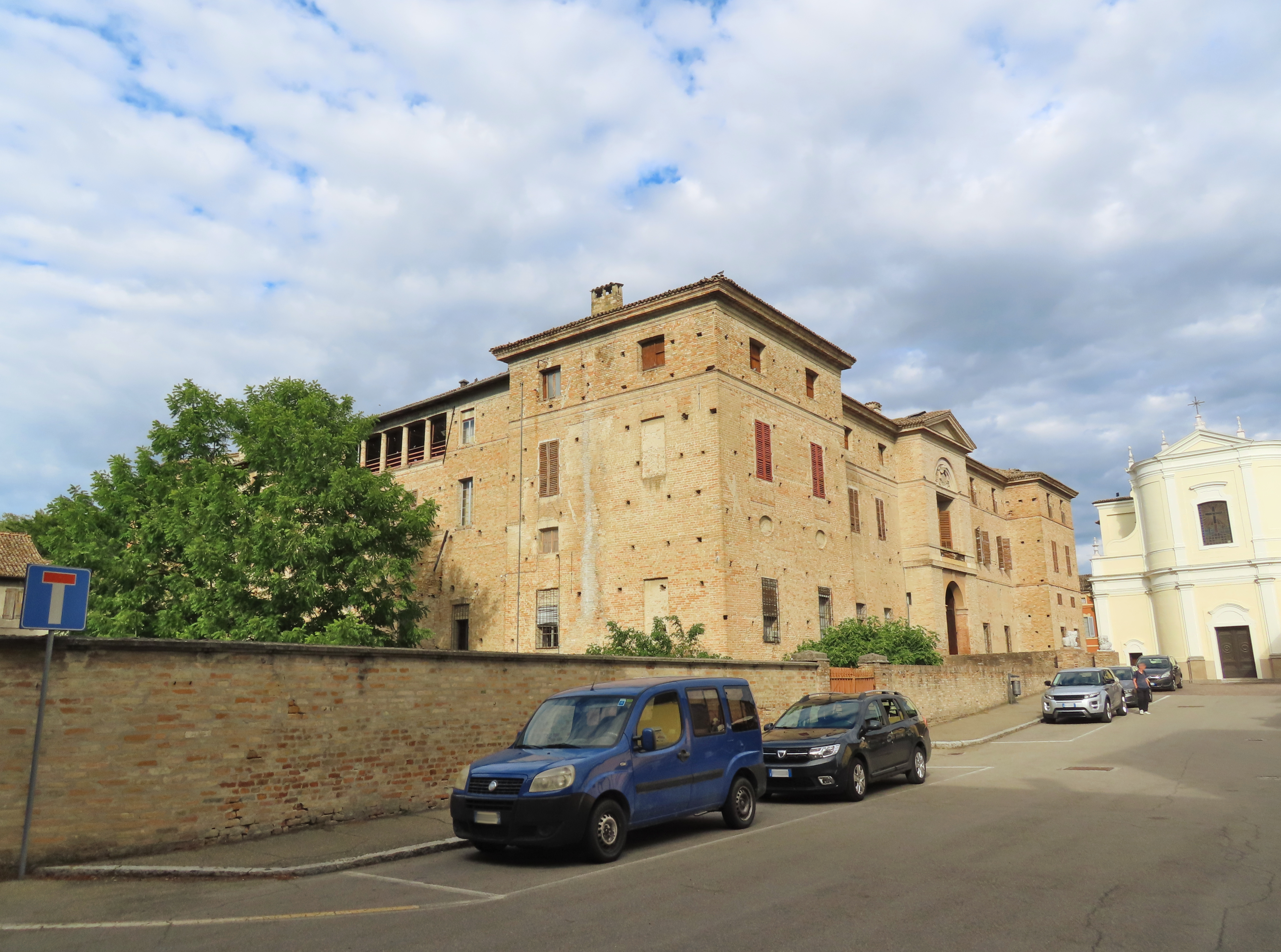
Facciata e lato ovest

Il castello si sviluppa simmetricamente su una pianta pressoché quadrata, attorno ad un cortile centrale; in corrispondenza dei quattro spigoli sono collocate altrettante torri quadrangolari, mentre al centro della facciata principale si erge una quinta torre d'ingresso più stretta; sui tre lati anteriori si allarga un profondo fossato asciutto. Sul retro si estende dalla torre nord-occidentale una lunga struttura, che collega la rocca con la Cappella di Santa Croce, proseguendo ulteriormente verso ovest per concludersi col Fortino neogotico, che innalza sui margini di un laghetto romantico.

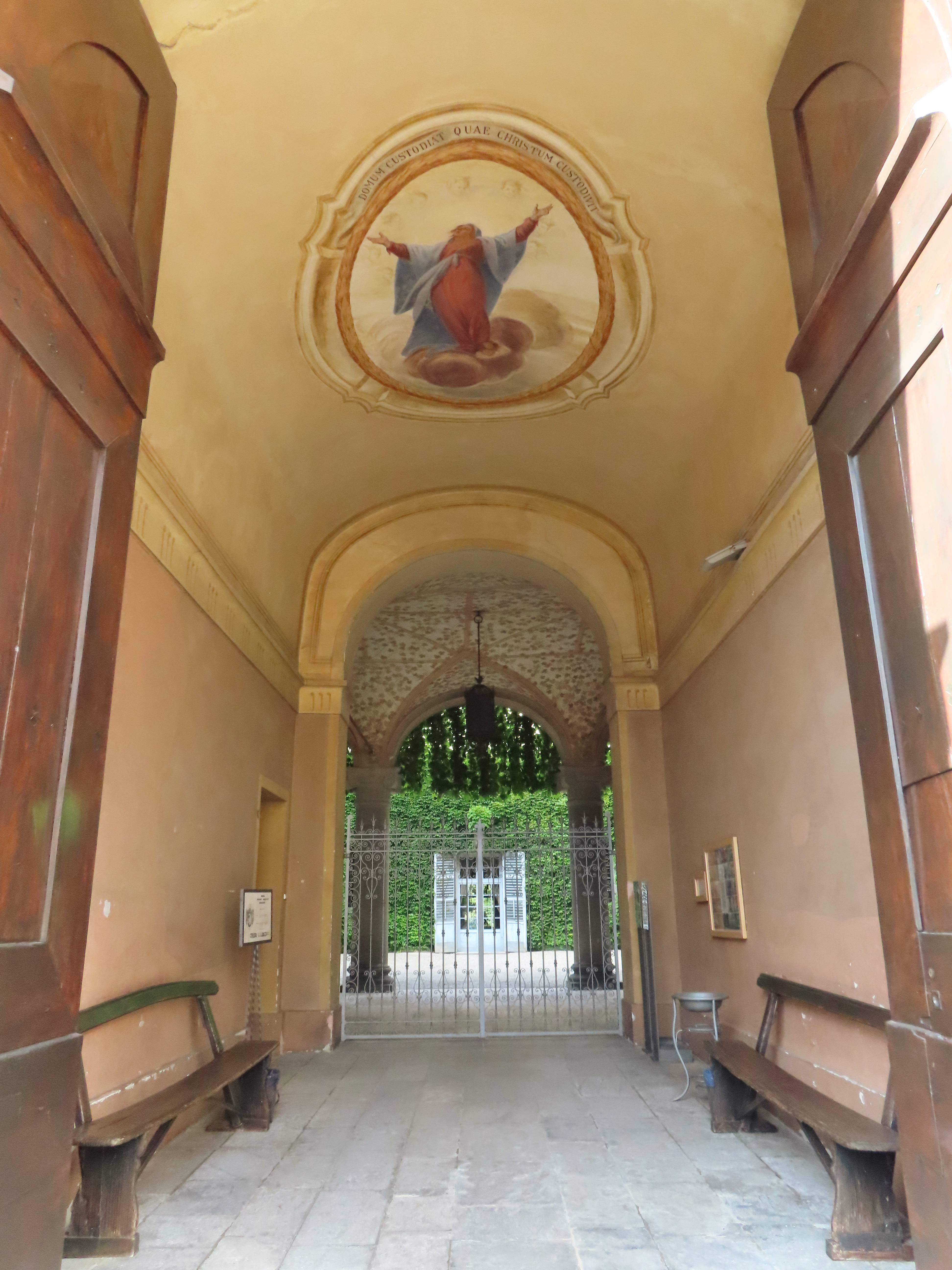
Androne

La facciata principale, interamente rivestita in laterizio come il resto della struttura, è accessibile attraversando un ponticello in muratura, innalzato nel XVII secolo in sostituzione dell'antico ponte levatoio; ai lati sono collocati due alti piedistalli in mattoni a sostegno di altrettanti grandi leoni in pietra. Il prospetto è suddiviso dall'aggetto delle tre torri in cinque corpi di ugual altezza, che si elevano su tre piani, scanditi da sottili fasce marcapiano, oltre il seminterrato; il livello inferiore, caratterizzato dall'andamento a scarpa della muratura, si apre direttamente sul fossato.

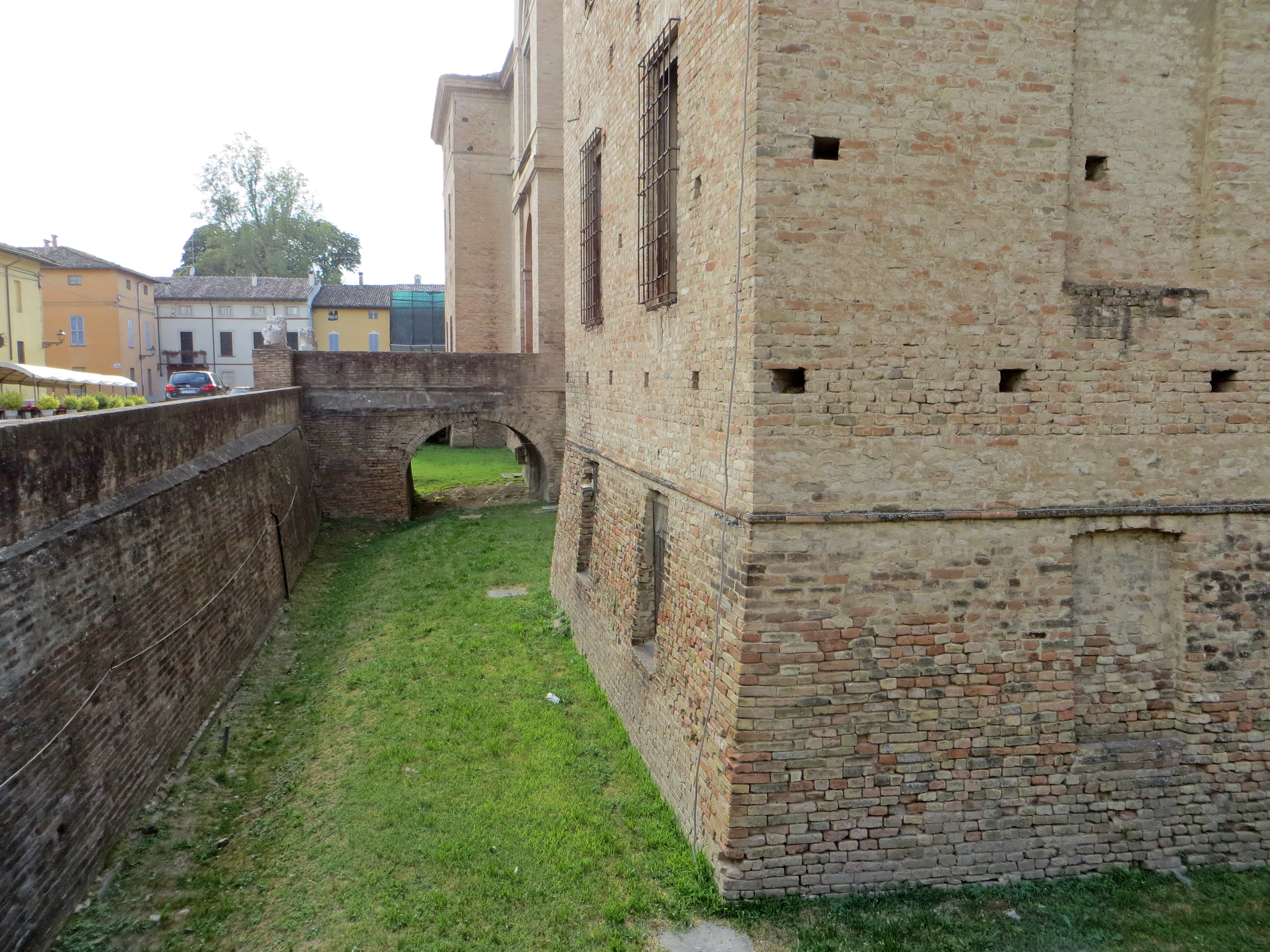
Fossato e ponticello d'ingresso

Nel torrione centrale, innalzato nel XVII secolo nel corso della trasformazione della rocca in palazzo nobiliare, l'ampio ingresso ad arco a tutto sesto è sovrastato al primo livello da un piccolo balcone incassato, al di sopra del quale campeggia, al centro di un secondo arco, un grande stemma dei principi Meli Lupi. A coronamento della torre d'ingresso si eleva un ampio timpano triangolare, dai tratti classici.
I prospetti laterali, anch'essi caratterizzati dalla presenza delle torri angolari in aggetto, mantengono pressoché inalterati i tratti della facciata principale; si distingue tuttavia la fronte occidentale per la presenza di un loggiato all'ultimo livello.
L'androne d'accesso è coperto da una volta a botte decorata con un grande ovale affrescato contenente l'Assunzione della Vergine, con la citazione Domum custodiat quae Christum custodivit (Protegga la casa colei che protesse Cristo).

### Cortile centrale e porticato

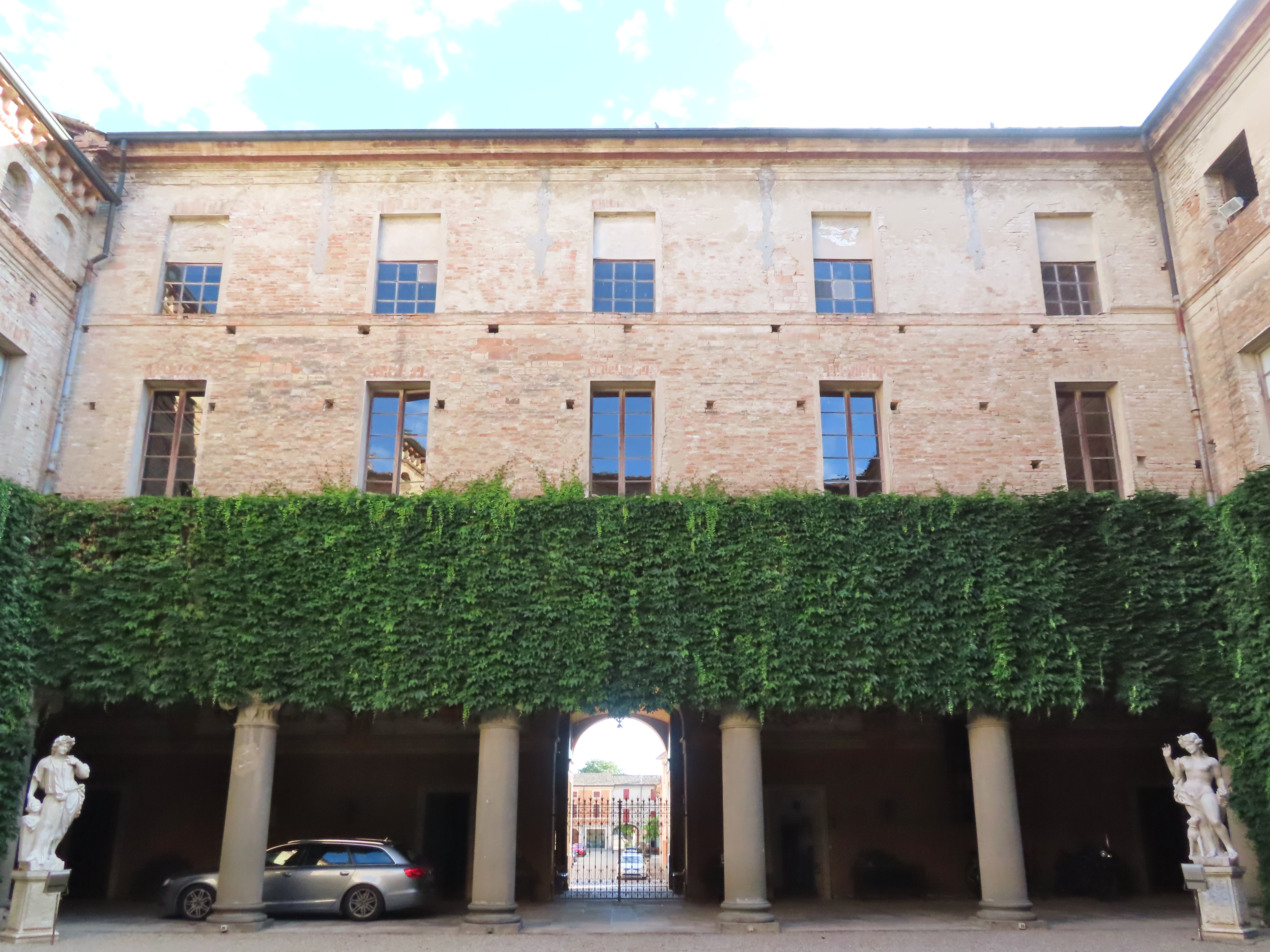
Lato sud del cortile centrale

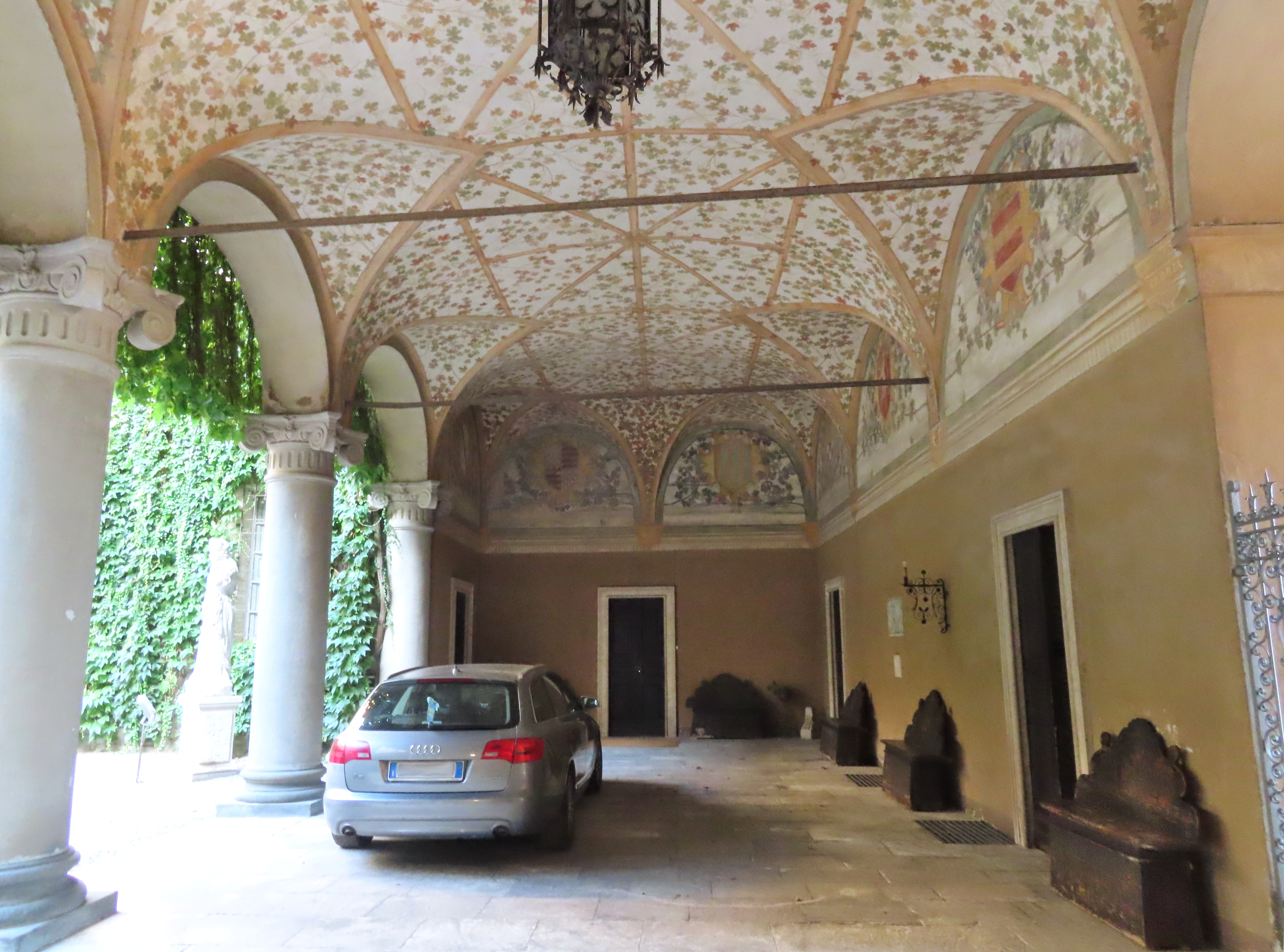
Porticato e accesso all'ala destra

All'interno il cortile centrale è preceduto da un elegante porticato ad archi ribassati, che, sostenuto da un massiccio colonnato ionico in pietra di Sarnico, si estende sul lato meridionale d'ingresso; la volta a padiglione lunettata di copertura è decorata con affreschi realizzati nel 1446, che raffigurano tralci e rami di vite, mentre le ampie lunette sottese sulle pareti sono dipinte con gli stemmi delle casate imparentatesi nei secoli con i Meli Lupi.
La corte, arricchita da quattro statue collocate in corrispondenza degli spigoli, è ricoperta sul livello terreno delle pareti perimetrali da una fitto muro verde di rampicanti.

### Sale dell'ala destra

#### Sala del Baglione

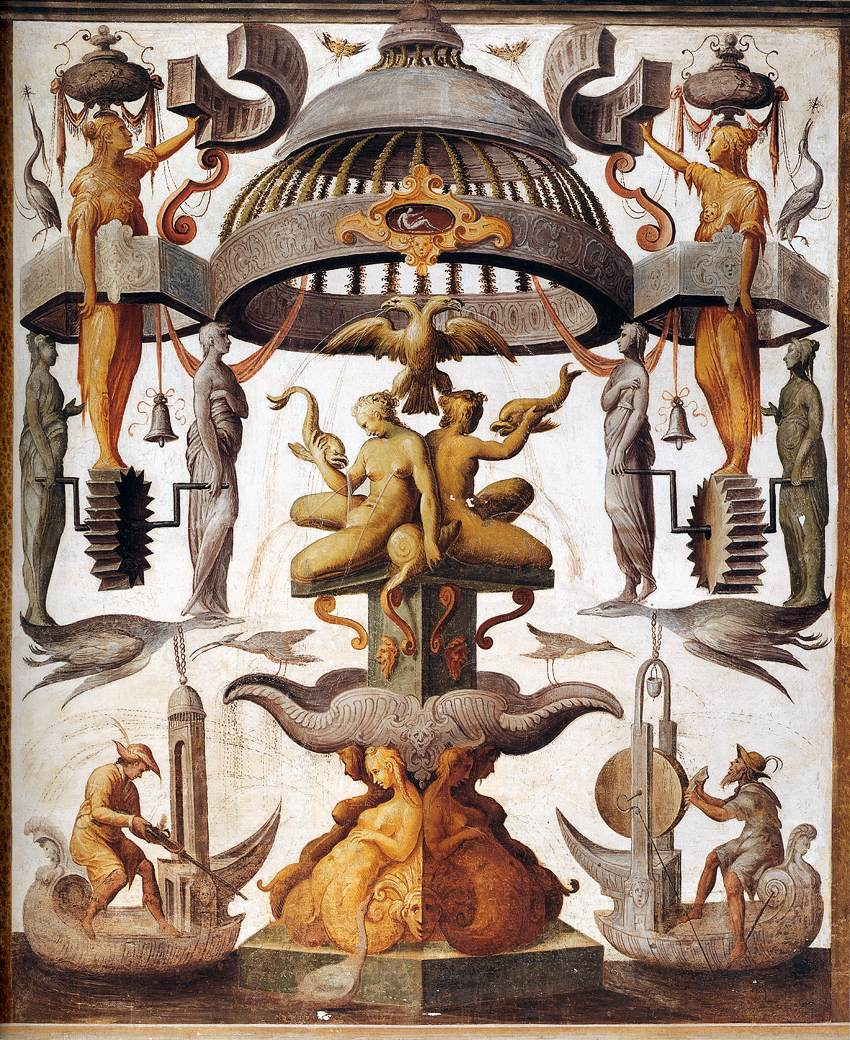
Particolare degli affreschi della Sala del Baglione

Il grande ambiente, detto anche Sala delle Grottesche, è caratterizzato dagli affreschi rinascimentali a grottesche che ricoprono interamente le pareti e la volta del soffitto; in perfetto stato di conservazione, i dipinti furono realizzati nel 1580 dal pittore Cesare Baglione, che si ispirò alle tipiche decorazioni parietali di epoca augustea. Vi sono raffigurati, all'interno di architetture fantastiche, figure maschili e femminili, talvolta ibride e mostruose, animali esotici ed immaginari, strumenti e stemmi, oltre a piccoli cammei di paesaggi nelle lunette; al centro della volta, campeggia in un riquadro il grande emblema dei duchi Farnese.
La sala è inoltre arricchita dal grande camino in pietra e dall'arredamento antico, costituito da cassapanche risalenti ad epoche varie, tavoli a fratina e sedie; di pregio risulta infine una nicchia chiusa da due ante lignee dipinte a grottesche, che si ipotizza in origine fosse utilizzata come altare in quanto decorata internamente con motivi religiosi.

#### Sala Gialla
L'ambiente, detto anche Sala di Nicolò dell'Abate o Sala d'Ercole, è caratterizzato dalla colorazione gialla dei muri, mentre la volta del soffitto è decorata da affreschi a grottesche e le lunette sottese sono dipinte con paesaggi.
Di particolare pregio risultano i quattro affreschi staccati e montati su tela che decorano le pareti, realizzati dal pittore Nicolò dell'Abate intorno al 1543; incentrati sulla figura mitologica di Ercole, raffigurano rispettivamente Ercole fanciullo che strozza i serpenti, Ercole che abbatte il Toro Cretese, Ercole che uccide Caco ed Ercole che uccide Anteo.
La sala è infine arricchita dal dipinto Amore che incocca la freccia nell'arco, realizzato probabilmente anch'esso da Nicolò dell'Abate.

#### Camera della Sposa
L'ultimo ambiente dell'ala destra, ornato con una cornice in stucco dorata, è caratterizzato dalla presenza di un letto a baldacchino in legno, intagliato nel 1801 da Carlo Guerrieri e Giovanni Ziglioli in occasione delle nozze fra il marchese Casimiro I Meli Lupi e Anna Grillo di Mondragone.
Sulla parete opposta, campeggia un grande dipinto del pittore Giovanni Bolla, raffigurante Giuseppe e la moglie di Putifarre, inquadrato da una cornice barocca in legno intagliato e dorato, realizzata da Lorenzo Aili. Nelle vicinanze è posizionato un piccolo ma elaboratissimo tavolo in legno intagliato, del XVII secolo, contornato da due sedie dorate genovesi del 1780.

### Sale dell'ala centrale

#### Sala del Bocchirale
Il grande corridoio, accessibile direttamente dal cortile centrale, si apre sul lato opposto verso il giardino retrostante, cui è collegato attraverso uno scalone a doppia rampa; la volta a botte lunettata di copertura è decorata con affreschi a grottesche ed un grande ovale centrale.
Una delle pareti lunghe è ornata da un grande arazzo francese del XVII secolo, proveniente dal castello borgognese di Lux; il pregevole tessuto trapuntato raffigura fiere ed animali esotici.
La sala è arricchita dall'elegante mobilio, tra cui sedie, divani e tavoli laccati ed intagliati a festoni in stile Impero, realizzati da Carlo Guerrieri nel 1801; vi si trovano inoltre due busti, uno di una figura maschile, realizzato probabilmente da Antonio Lombardo ai primi del XVI secolo, ed uno raffigurante Gesù Cristo, scolpito da Alvise da Cà all'inizio del XVIII secolo; infine completano l'ambiente quattro vasi settecenteschi in terracotta dipinta ed un cancello in ferro battuto, opera di Giulio Pellegrinelli.

#### Sala Rossa
L'ambiente, caratterizzato dalla colorazione rossa delle pareti, costituisce uno dei salotti del castello, arredato con divani e consolle in stile barocco.
Alle pareti sono appese sei grandi tele ovali rappresentanti paesaggi, dipinte dal Brescianino agli inizi del XVI secolo ed inquadrate da elaborate cornici intagliate da Giuseppe Bosi; ad esse si aggiungono due ritratti, raffiguranti il marchese Giampaolo I Meli Lupi e sua moglie Ottavia, appartenente alla casata dei Rossi di San Secondo; sul camino è inoltre posizionata una specchiera in legno dorato ed intagliato, realizzata da Lorenzo Aili e Francesco Peracchi alla fine del XVII secolo.
Completano la sala alcuni vasi giapponesi settecenteschi, collocati su un basamento intagliato e laccato in oro di gusto barocco.

#### Sala del Biliardo Antico
L'ambiente, detto anche Galleria degli Antenati, è caratterizzato dal grande tavolo da biliardo centrale, realizzato nel XVIII secolo.
Sulle pareti, al di sopra delle panche antiche sono appesi numerosi ritratti dei membri della stirpe dei Meli Lupi, tra i quali Cassandra Marinoni, nota anche come Donna Cenerina, presunto fantasma della rocca.
La sala è infine arricchita da un camino seicentesco, realizzato dallo scultore Alberto Oliva.

#### Sala degli Stucchi
L'ampio ambiente quadrato, progettato nel 1688 dall'architetto Carlo Virginio Draghi, è caratterizzato dai notevoli e ricchissimi stucchi che ornano le pareti e la volta del soffitto, inquadrando grandi affreschi; le decorazioni in stile barocco furono interamente realizzate intorno al 1696 dai fratelli Ferdinando e Francesco Galli da Bibbiena.
I dipinti del soffitto raffigurano una serie di scene glorificatrici della casata dei Meli Lupi, condottieri al servizio del Sacro Romano Impero e della repubblica di Venezia contro l'Impero ottomano; per questo in corrispondenza dei quattro spigoli sono rappresentate in alternanza le grandi figure in stucco dell'Aquila imperiale e del Leone di San Marco.
Sulle pareti i fastosi stucchi inquadrano numerosi affreschi raffiguranti scene della mitologia classica.

#### Galleria dei Poeti
La lunghissima galleria si sviluppa nel corpo a nord-ovest della rocca, collegando il castello con la Cappella di Santa Croce ed il Fortino aperto verso il laghetto del parco.
Il corridoio è suddiviso in tre diverse parti, con differenti decorazioni:
- la prima, più corta, fu decorata dai fratelli Bibbiena, che vi realizzano stucchi ed affreschi barocchi, in perfetta continuità con l'adiacente Sala degli Stucchi;[38]
- la seconda, più larga e lunga ben 62 m, fu edificata nel 1792 su progetto dell'architetto Giovanni Battista Fontana;[34] di aspetto scenografico, è interamente decorata con affreschi raffiguranti poeti e soggetti classici all'interno di cornici geometriche, dipinti dal pittore Giovanni Motta;[38]
- la terza, posizionata all'interno del piccolo Fortino in stile neogotico, sorge in posizione leggermente più elevata; ornata con affreschi incentrati su Apollo, dio greco della poesia, raffigurato allegoricamente anche con numerosi cigni, si apre su un terrazzino affacciato sul laghetto e sul giardino all'inglese.[38]

La galleria è arricchita inoltre da dodici erme dei più illustri poeti, suddivisi per appartenenza in tre gruppi: gli italiani Dante Alighieri, Francesco Petrarca, Ludovico Ariosto e Torquato Tasso, i latini Orazio, Virgilio, Ovidio e Lucrezio e i greci Omero, Sofocle, Pindaro e Anacreonte.

#### Cappella di Santa Croce

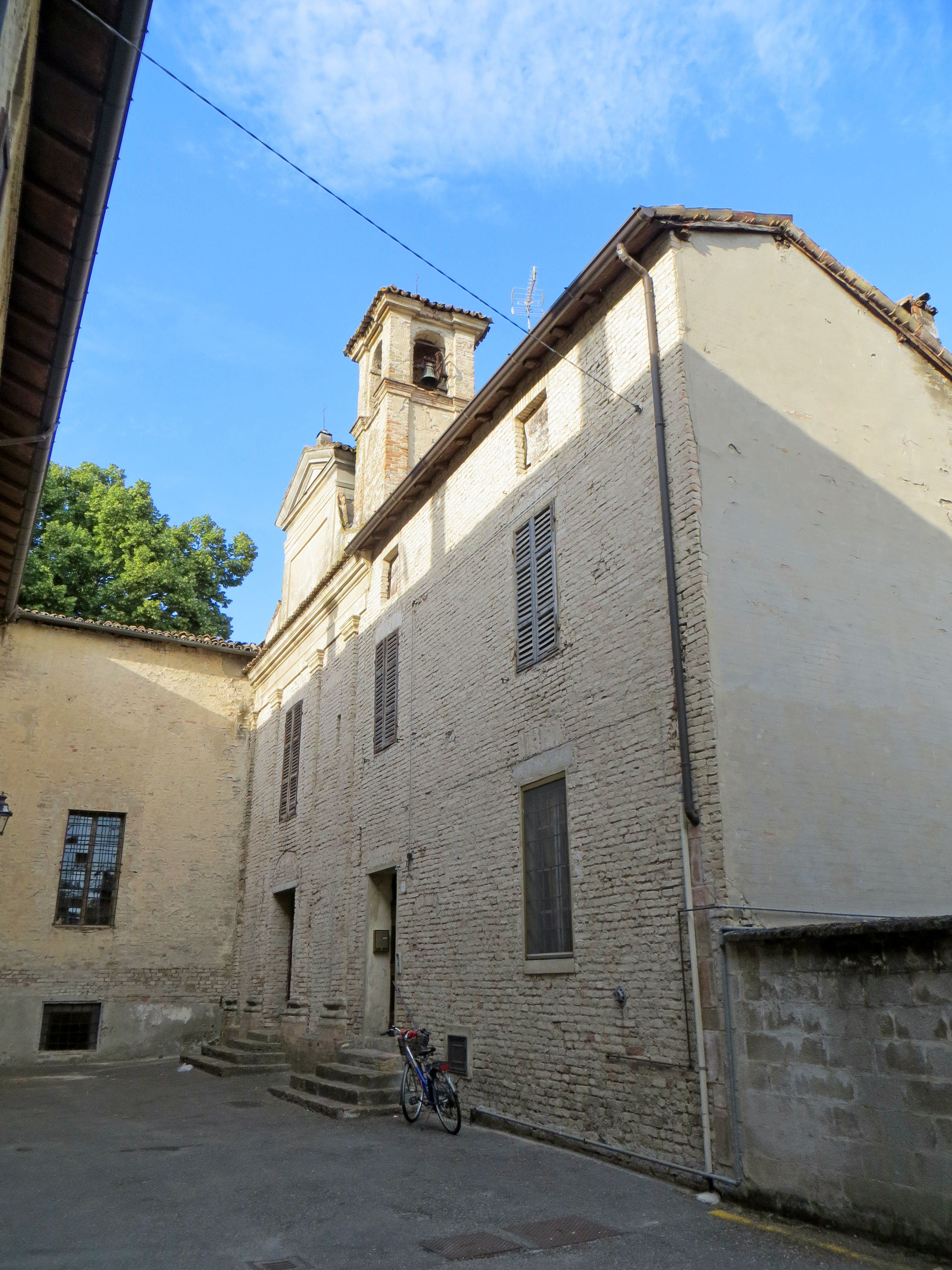
Facciata della cappella di Santa Croce

La cappella barocca, accessibile dalla Galleria dei Poeti e dalla pubblica via, fu edificata nel 1606 su progetto dell'architetto Vigilante Pedardi, per volere del marchese Giampaolo Meli Lupi, quale oratorio e luogo di sepoltura per i membri della casata, che vi furono tumulati per circa duecento anni.
La volta di copertura è decorata con affreschi realizzati dal pittore Giacomo Mercoli nel 1697.
Arricchiscono l'ambiente le colonne ioniche e l'altare ornato con diversi marmi, realizzato dallo scultore Pietro Oliva; sul retro, la grande pala raffigurante la Crocifissione, incorniciata da due colonne a sostegno di un elaborato timpano, fu dipinta nel XVIII secolo dal pittore Giovanni Bolla, autore anche del quadro raffigurante Sant'Antonio Abate. L'oratorio contiene inoltre una tela seicentesca rappresentante la Beata Vergine delle Grazie con Santi, di Giovanni Battista Lazzaroni, e due dipinti di scuola genovese del XVIII secolo.
Murato all'interno della parete sul lato destro, è collocato il sepolcro gotico in pietra di Ugolotto Lupi, scomparso nel 1351; il monumento tombale fu rimosso nel 1821 dalla chiesa di San Francesco del Prato a Parma e ricostruito nella cappella dall'architetto Antonio Tomba.
Di pregio risulta anche un rilievo in marmo raffigurante l'Ecce Homo, realizzato dallo scultore Giovanni Antonio Amadeo nel 1470 per volontà del marchese Diofebo Lupi.
Merita infine una menzione il sepolcro del marchese Francesco Meli Lupi, scomparso nel 1669, per l'insolita iscrizione funeraria: Quivi giace a marcir entro l'avello nudo senza vigor, vile, fetente, un lupo per venir celeste agnello.

#### Sala da Pranzo
L'ambiente, adiacente alla Sala degli Stucchi, è caratterizzato dagli stucchi barocchi che incorniciano la volta a padiglione di copertura, al cui centro è collocato un affresco dipinto dal pittore Pietro Ferrari, che vi raffigurò il marchese Giampaolo III Meli Lupi con il figlio Diofebo nel 1661, durante la costruzione dell'oratorio di San Rocco, alle spalle del parco della rocca.
Su un lato è posizionato il camino in marmo rosso di Verona, realizzato da Alberto Oliva nel 1689; al di sopra è appesa una specchiera in legno intagliato e dorato in stile barocco, risalente alla fine del XVII secolo.
Arricchiscono la sala quattro grandi ovali raffiguranti figure morte, realizzati nel XVIII secolo dal pittore Felice Boselli; le cornici intagliate e dorate furono realizzate da Francesco Seracchi, autore anche del cassettone settecentesco presente su un lato della stanza; al di sopra di quest'ultimo è appesa una serie di piatti savonesi dipinti, di epoca settecentesca.

#### Sala d'Armi
L'ambiente, accessibile dalla Sala del Biliardo Antico, è ornato da sobrie decorazioni ad affresco che incorniciano le pareti e la cappa del grande camino in pietra.
La sala è caratterizzata dalla presenza di numerose armi risalenti al XVI ed al XVII secolo; sui muri perimetrali sono appesi vari fucili a pietra focaia, alabarde, spade, sciabole ed elmi, oltre ad una bandiera spagnola settecentesca ed uno stendardo dei Meli Lupi.
Su un lato dell'ampio ambiente è infine collocato un cannone in ferro risalente al XVII secolo.

#### Galleria delle Monache
Il lungo corridoio deve la sua denominazione alla leggenda secondo cui le monache appartenenti alla famiglia Meli Lupi avessero le loro celle proprio in corrispondenza dell'attuale galleria, oggi adibita a sede espositiva di oggetti antichi.
Su un lato sono appesi numerosi ritratti seicenteschi dei duchi Farnese e varie stampe dei castelli del ducato di Parma e Piacenza, alternati a vetrine che mostrano, tra gli altri, costumi e vesti settecentesche, onorificenze, armi antiche e reperti archeologici.
L'ambiente accoglie infine, oltre ad arredi settecenteschi, una portantina del XVIII secolo, una culla intarsiata del XIX secolo, un velocipede ottocentesco, una coeva carrozzina, un'antica macchina elettrostatica e numerosi altri oggetti e strumenti.

### Sale dell'ala sinistra

#### Scalone d'Onore

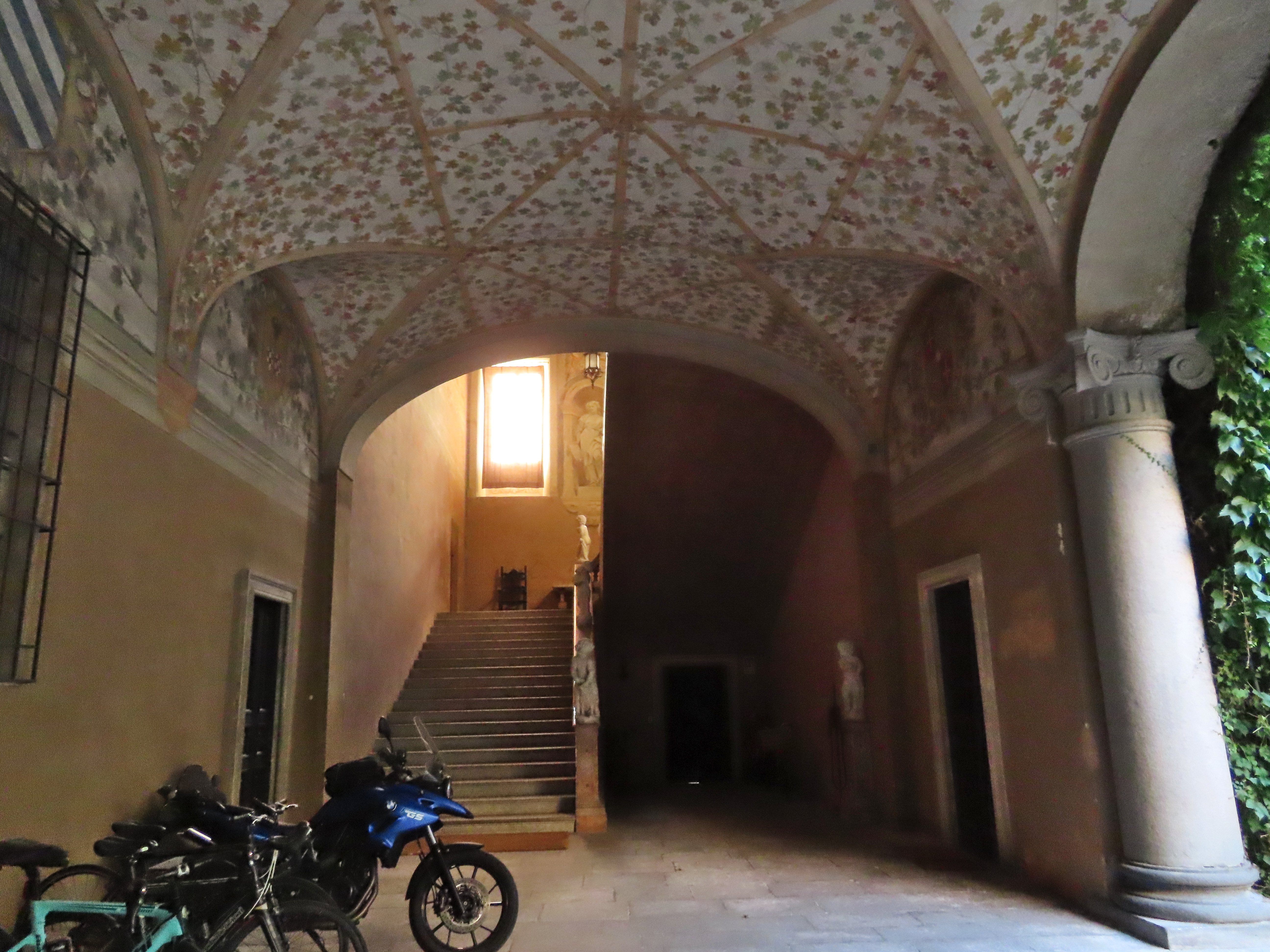
Lo Scalone d'Onore

Sul lato sinistro del porticato si affaccia il monumentale Scalone d'Onore, che fu progettato verso la fine del XVII secolo dall'architetto Carlo Virginio Draghi, scomparso nel 1694 per il crollo dell'impalcatura durante la decorazione della volta.
Le pareti sono interamente ornate da affreschi seicenteschi, mentre il soffitto fu dipinto nel 1927 in stile liberty dal pittore Giuseppe Riva.
Lo scalone è arricchito da una pregevole balaustra in marmo rosso di Verona, lungo il cui sviluppo si innalzano su pilastrini intarsiati sette putti in pietra bianca.

#### Grande Galleria
Lo Scalone d'Onore si apre al primo livello sulla maestosa Grande Galleria, detta anche Galleria Bibiena per le decorazioni ad affresco realizzate dai fratelli Ferdinando e Francesco Galli da Bibbiena nel 1696.
La parete lunga di destra e quella di fondo sono interamente dipinte con grandi scene celebrative della stirpe dei Meli Lupi, della quale sono rappresentati gli eventi più significativi, tra cui l'investitura del marchese Niccolò Meli Lupi da parte del doge di Venezia del provveditorato di Napoli di Romania in Morea, la consegna nelle sue mani delle chiavi di una città greca ed un banchetto nella rocca cui partecipò l'imperatore Carlo V d'Asburgo.
L'ambiente è inoltre arricchito dalla presenza di quattro cassapanche lignee, ornate con semplici decori su disegno di Angelo Rasori, provenienti dal Palazzo Meli Lupi di Parma.

#### Piccola Galleria
Al termine della Grande Galleria ha origine la Piccola Galleria, corridoio settecentesco decorato con affreschi realizzati da Francesco Galli da Bibbiena.

#### Galleria Gonzaga
All'altro capo della Grande Galleria, accanto allo Scalone d'Onore, si sviluppa la Galleria Gonzaga, decorata nel 1942 dal pittore Tito Poloni, che si ispirò alla Sala delle Guardie del Palazzo Ducale di Sabbioneta.

#### Sala delle Donne Forti
Il primo degli ambienti dell'Appartamento Nobile, voluto dal marchese Giampaolo Meli Lupi nel 1702, costituiva in origine la Sala delle Guardie, anticamera della sfarzosa Sala del Trono adiacente.
Il grande salone è interamente decorato con affreschi in stile barocco trionfante, realizzati dai pittori Giovanni Bolla e Leonardo Clerici, che vi raffigurarono, all'interno di una finta architettura aperta verso il cielo, due distinti episodi tratti dalla Bibbia, che descrivono donne che riuscirono a schiacciare degli uomini: Giuditta ed Oloferne e Giaele e Sisara.
L'ambiente, arricchito da alcuni arredi barocchi dorati realizzati da Francesco Peracchi, è inoltre dominato, sulla parete adiacente alla Sala del Trono, da un enorme camino in marmo rosso di Verona, sormontato da un monumentale gruppo scultoreo in gesso di Giacomo Mercoli, al cui centro campeggia un enorme blasone, che fonde insieme gli stemmi di Giampaolo IV Meli Lupi e sua moglie Ottavia Rossi.

#### Sala del Trono
Il solenne ambiente, decorato sulle pareti con broccati e velluti pregiati, è dominato dall'enorme baldacchino riccamente intagliato e dorato, da cui scendono drappeggi rossi; al di sotto sono collocate due maestose poltrone barocche realizzate da Ottavio Calderoni, che in origine fungevano da troni, anch'esse laccate in oro ed ornate con velluti.
La volta a padiglione è interamente ornata con affreschi, realizzati dai pittori Giovanni Bolla e Leonardo Clerici in continuità con le due sale adiacenti.
Ai lati sono inoltre posizionati due eleganti tavoli con ripiani intarsiati da Sebastiano Novala, sostenuti dalle statue dorate di Nettuno, Galatea e Nereidi, realizzate da Michele Fanoli; al di sopra sono collocati due preziosissimi mobiletti in ebano interamente intarsiati con inserti in avorio, madreperla e corallo. Negli spigoli laterali sono collocate due statue lignee laccate in oro raffiguranti la Primavera e l'Autunno, realizzate da Lorenzo Aili verso la fine del XVII secolo. Arricchiscono la sala due ritratti raffiguranti Giampaolo Meli Lupi e sua moglie Ottavia Rossi, inquadrati da cornici intagliate e dorate.

#### Camera Nuziale
Il maestoso ambiente è rivestito sulle pareti da tessuti pregiati e decorato sulla volta da affreschi di Giovanni Bolla e Leonardo Clerici, inquadrati da un'elaborata cornice in stucco dorato realizzata da Giacomo Mercoli; l'elevata ricchezza decorativa contraddistingue in particolare l'alcova con soffitto dipinto, separata dal resto della sala da un cancelletto finemente intagliato e laccato in oro e da un'ampia arcata ornata con una cornice lignea intagliata e dorata, realizzata da Giuseppe Bosi nel 1701.
A fianco del letto laccato in oro sormontato da un grande baldacchino intagliato, è collocato un inginocchiatoio del 1743, sostenuto da due putti fra cuscini.
Sui lati sono posizionati due notevoli tavoli barocchi fastosamente intagliati e dorati, con elaboratissime volute, realizzati da Anzolo Busi; al di sopra sono appese due grandi specchiere, molto simili fra loro, con cornice in vetro di Murano ed intarsi in cristallo azzurro e bianco, create da Vincenzo della Vedra.
Nei due spigoli laterali sono collocate, in continuità con la Sala del Trono, due statue lignee dorate di Lorenzo Aili, raffiguranti l'Inverno e l'Estate.
Completa la scenografica sala il camino, chiuso da un parafiamme riccamente intarsiato e dorato; al di sopra è collocata un'ampia caminiera, con specchi e sfarzose decorazioni in legno laccato in oro, realizzata nel 1739 da Antonio Vernieri.

#### Salottino Dorato
Il barocco trionfante raggiunge il suo apice nel piccolo Salottino Dorato, ultimo ambiente dell'Appartamento Nobile; il locale è interamente decorato con stucchi dorati di Giacomo Mercoli ed elaboratissimi intagli lignei laccati in oro, realizzati dall'artista Giuseppe Bosi nel 1701.
Le volute auree incorniciano sul soffitto e sulle pareti specchi e tre ritratti, raffiguranti il marchese Giampaolo, la moglie Ottavia ed il figlio Giambattista.
Anche il pavimento risulta di notevole pregio, per la ricchezza dei marmi intarsiati da Pietro Oliva, che rappresentano un enorme stemma dei Meli Lupi.
Arricchiscono inoltre la saletta, comunicante direttamente con l'alcova e la Camera Nuziale, i lampadari in bronzo e cristallo e gli arredi barocchi, tra cui un elegante divano intagliato e dorato ed uno scrittoio laccato con cineserie, risalenti al XVIII secolo.

### Giardino

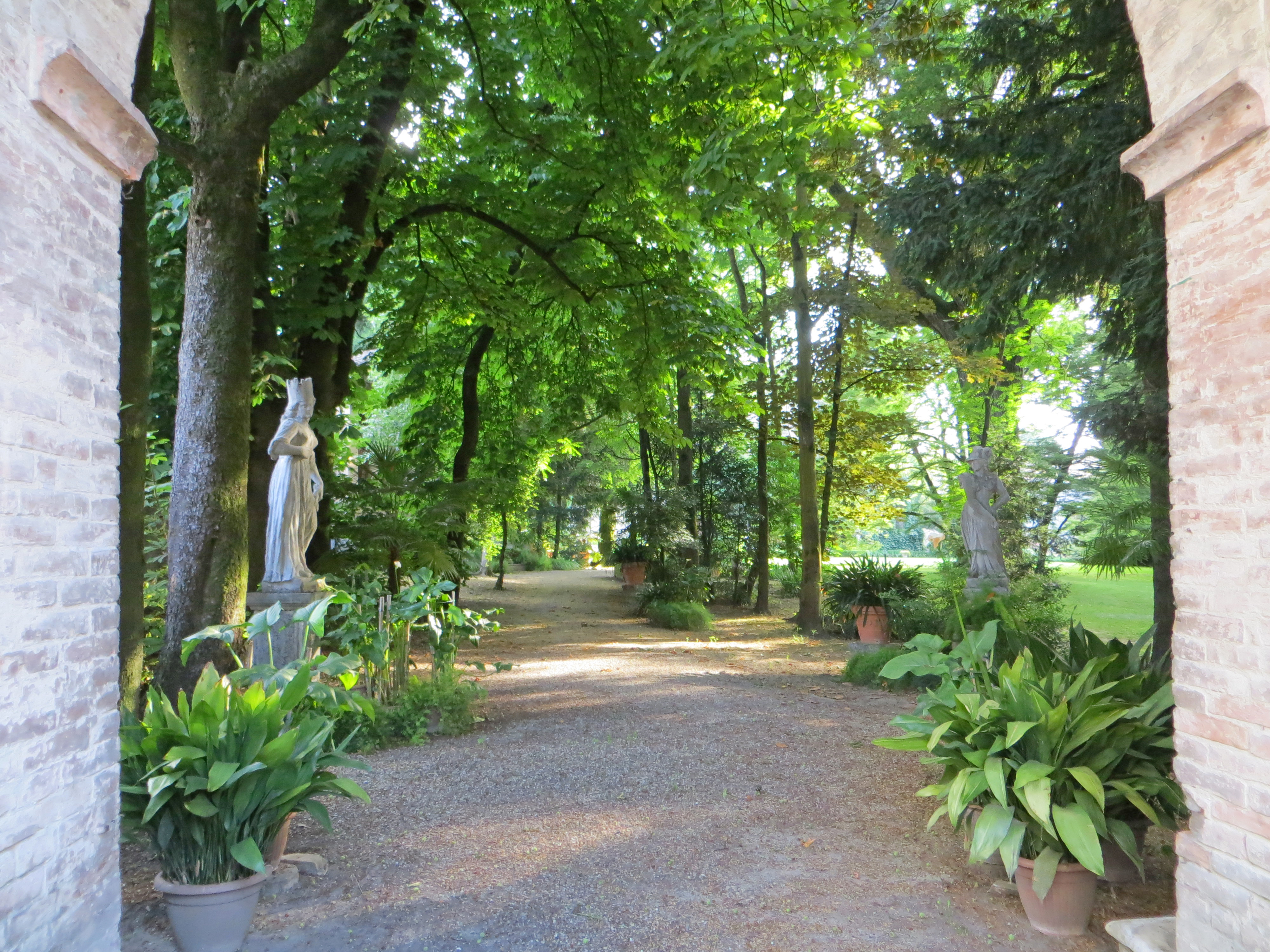
Vialetto nel parco

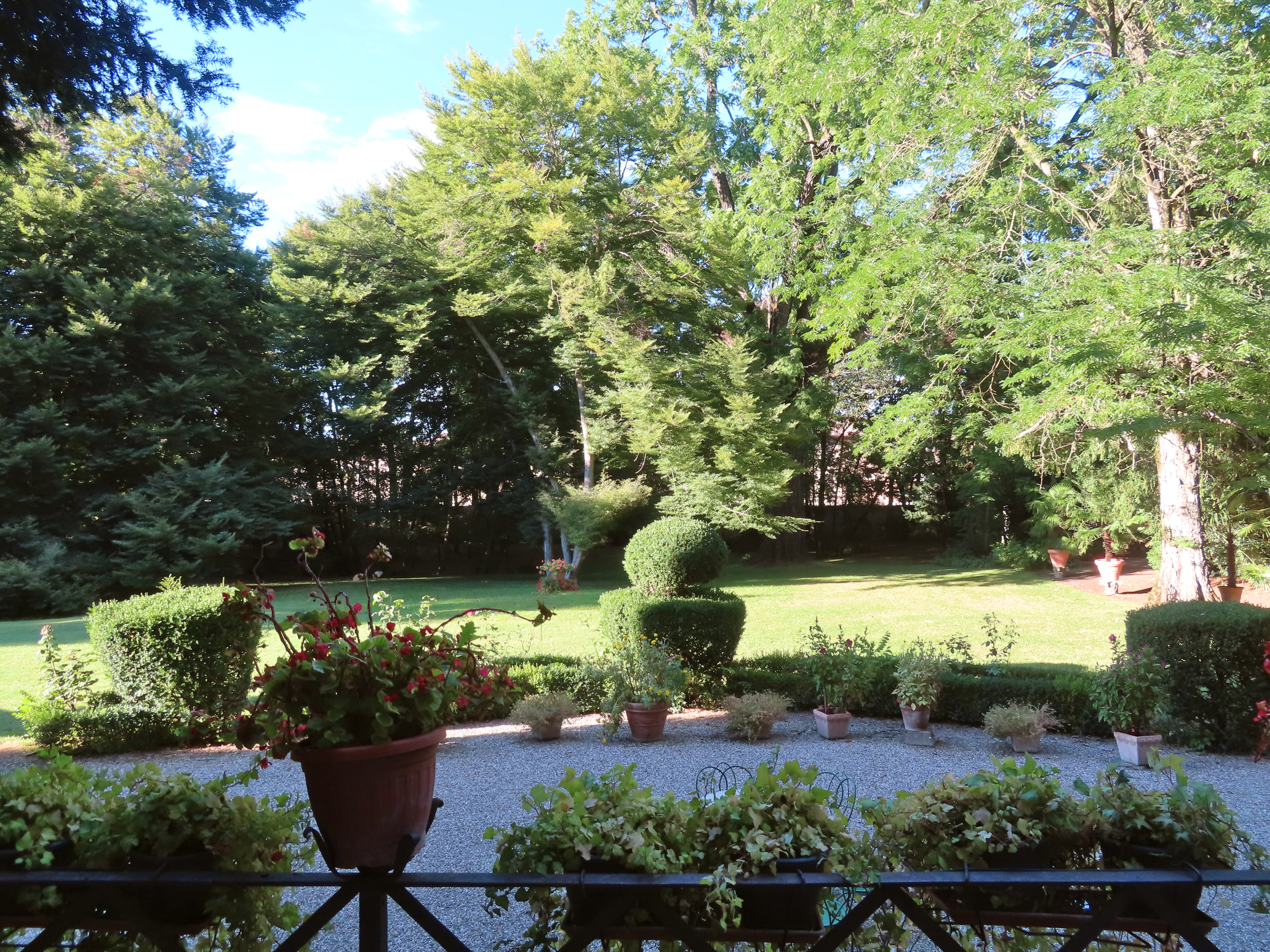
Giardino all'inglese

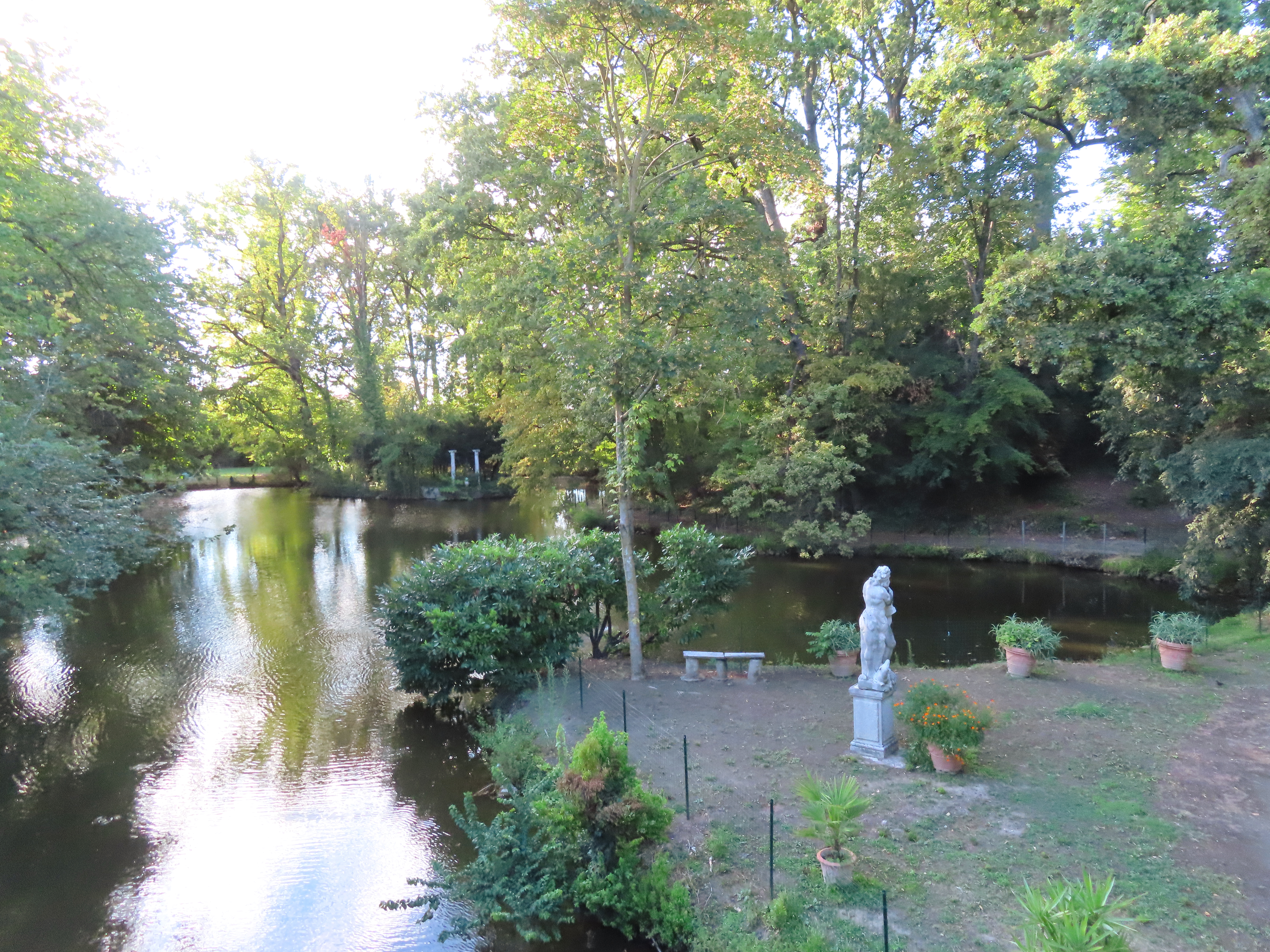
Laghetto

Il primo nucleo del giardino sorse nel 1542 sul retro della rocca, ove il fossato fu interrato quando le esigenze difensive ebbero fine.
Nel XVII secolo i Meli Lupi incaricarono l'architetto Giovanni Battista Bettoli della realizzazione di un grande giardino all'italiana, ornato con nicchie all'interno del muro di confine per ospitare le numerose statue ancora oggi presenti nel parco.
Nel 1781 il giardino fu ulteriormente ampliato e arricchito di nuove piante; solo nel 1833 assunse l'aspetto attuale di parco all'inglese con laghetto artificiale, su progetto dell'architetto Luigi Voghera.
Oggi il grande spazio verde si sviluppa sul retro del castello, allungandosi verso occidente fino ad abbracciare il piccolo Fortino merlato alla ghibellina di stile neogotico, che conclude la Galleria dei Poeti. Il laghetto, circondato da numerosissime piante d'alto fusto, si estende sotto il terrazzino all'interno delle arcate a sesto acuto che lo sostengono; al centro dello specchio d'acqua emerge la piccola Isola dell'Amore, con due grotte artificiali arricchite da finte stalattiti e stalagmiti.
Il giardino è collegato con la rocca attraverso uno scalone a doppia rampa, che scende dalla Sala del Bocchirale; ai lati sono collocate sei statue settecentesche, che rappresentano il Nilo, il Gange, la Primavera, l'Estate, l'Autunno e l'Inverno.
Sul margine orientale del parco si innalza il Café Haus, piccolo edificio dalle forme neoclassiche, aperto verso il giardino con un portico innalzato su alte colonne a sostegno di un timpano triangolare. Nelle vicinanze si trova un esemplare plurisecolare di noce d'America, di notevoli dimensioni.
Sul confine settentrionale si estende un'elegante serra neoclassica, preceduta da una serie di arcate, con antistante giardino ricco di rose e statue, tra cui un pregevole Pastore d'Arcadia.
I numerosi vialetti che si snodano nel parco sono infine arricchiti da panchine ed altre statue raffiguranti divinità della mitologia classica, di manifattura barocca veneziana.

### Percorso di visita

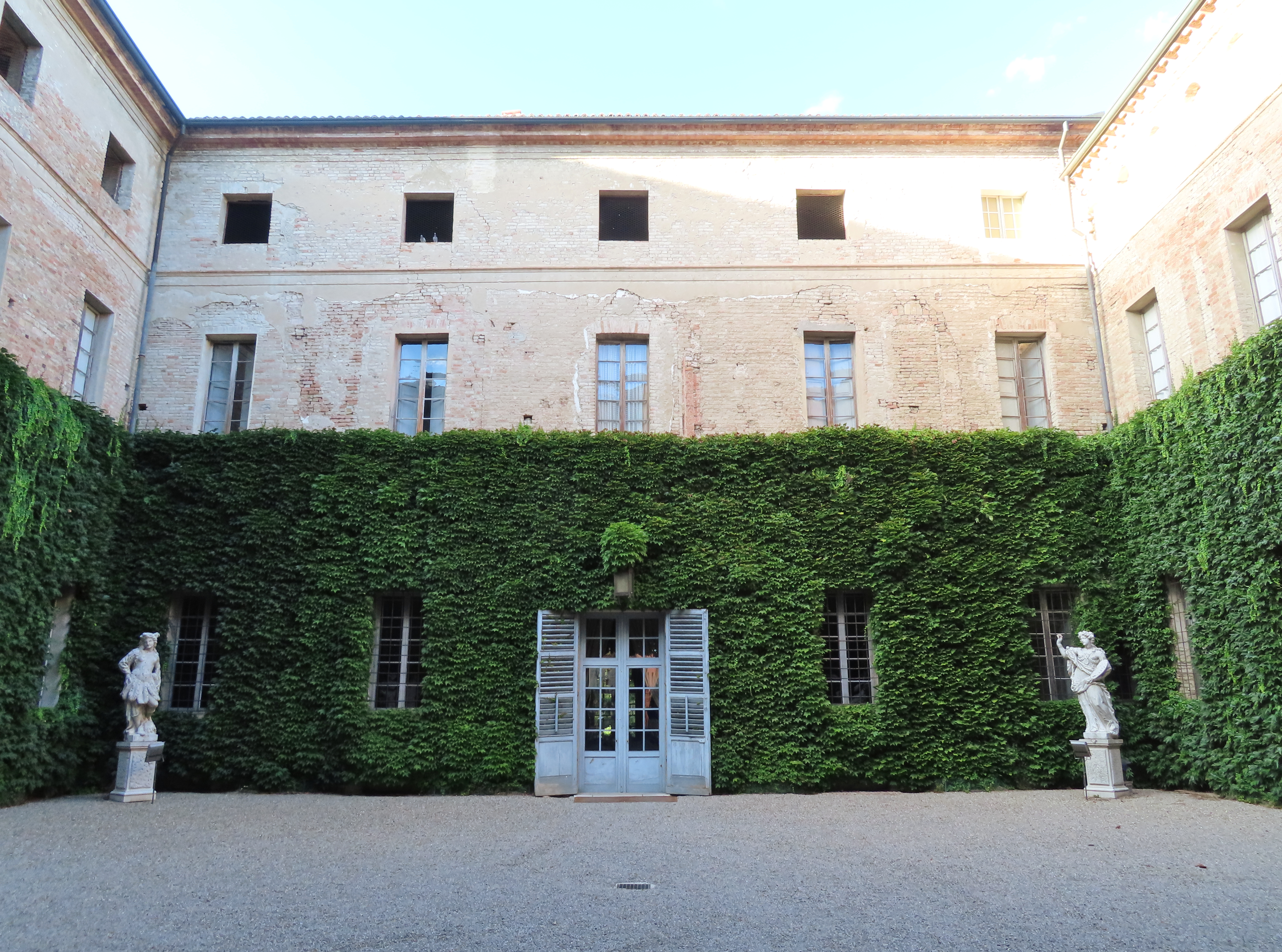
Lato nord del cortile centrale

Il castello è aperto al pubblico e fa parte del circuito dei castelli dell'Associazione dei Castelli del Ducato di Parma, Piacenza e Pontremoli.
Risultano visitabili, oltre al cortile centrale col porticato, la Sala del Baglione, la Sala Gialla, la Camera della Sposa, la Sala del Bocchirale, la Sala Rossa, la Sala del Biliardo Antico, la Sala degli Stucchi, la Galleria dei Poeti, la Cappella di Santa Croce, il Fortino, la Sala da Pranzo, la Sala delle Armi, la Galleria delle Monache, lo Scalone d'Onore, la Grande Galleria, la Sala delle Donne Forti, la Sala del Trono, la Camera Nuziale ed il Salottino Dorato.

## La leggenda di Donna Cenerina
Secondo la leggenda, tra le mura del castello si aggirerebbe il fantasma di Cassandra Marinoni, più conosciuta come Donna Cenerina, forse per il pallore dell'incarnato, oppure per il colore dei capelli o degli abiti che indosserebbe durante le apparizioni.
La marchesa, moglie di Diofebo II Meli Lupi, il 18 giugno 1573 fu barbaramente pugnalata dal cognato Giulio Anguissola mentre era ospite a Cremona della sorella Lucrezia, a sua volta colpita a morte per motivi ereditari, e spirò il giorno seguente nella rocca di Soragna.
L'atroce delitto, che colpì notevolmente l'opinione pubblica dell'epoca, rimase tuttavia impunito.
Da allora, la tradizione vuole che il suo fantasma appaia in particolari circostanze, soprattutto per preannunciare la morte dei suoi discendenti nel castello, oppure qualora gli ospiti della rocca non le risultassero graditi; in tali occasioni, la sua presenza sarebbe accompagnata da strani ed inquietanti fenomeni, tra cui sbattimenti di porte, rumori improvvisi, scricchiolii inspiegabili e rotture di vetri.